# Serolis hoshiaii
Serolis hoshiaii är en kräftdjursart som beskrevs av Nunomura2005. Serolis hoshiaii ingår i släktet Serolis och familjen Serolidae. Inga underarter finns listade i Catalogue of Life.